# Torps socken, Bohuslän
Torps socken i Bohuslän ingick i Orusts östra härad, ingår sedan 1971 i Orusts kommun och motsvarar från 2016 Torps distrikt.
Socknens areal är 37,16 kvadratkilometer varav 36,47 land. År 2000 fanns här 1 460 invånare. Småorterna Slussen, Stenshult och Timmerhult samt kyrkbyn Torp med sockenkyrkan Torps kyrka ligger i socknen.

## Administrativ historik
Torps socken har medeltida ursprung.
Vid kommunreformen 1862 övergick socknens ansvar för de kyrkliga frågorna till Torps församling och för de borgerliga frågorna bildades Torps landskommun. Landskommunen inkorporerades 1952 i Myckleby landskommun som 1962 uppgick i Östra Orusts landskommun som 1971 uppgick i Orusts kommun.
1 januari 2016 inrättades distriktet Torp, med samma omfattning som församlingen hade 1999/2000.  
Socknen har tillhört län, fögderier, tingslag och domsagor enligt vad som beskrivs i artikeln Orusts östra härad. De indelta båtsmännen tillhörde 1:a Bohusläns båtsmanskompani..

## Geografi
Torps socken utgör nordöstligaste delen av Orust på en udde i Havstensfjorden. Socknen består av dalgångsbygder mellan skogbevuxna bergshöjder.

## Fornlämningar
Boplatser från stenåldern har påträffats. Från bronsåldern finns gravrösen. Från järnåldern finns två gravfält där ytterligare två borttagits.

## Befolkningsutveckling
Befolkningen ökade från 789 1810 till 2 099 1890 varefter den minskade till 846 1970 då den var som minst under 1900-talet. Därefter vände folkmängden uppåt igen till 1 318 1990.

## Namnet
Namnet skrevs 1320 Thorp och kommer från en gård, som innehåller torp, nybygge'.